# Светски куп у хокеју на леду 1996.
Светски куп у хокеју на леду 1996. (енгл. 1996 World Cup of Hockey) је било прво по реду такмичење у оквиру Светског купа у хокеју на леду које је заменило дотадашњи Куп Канаде. Такмичење је одржано у периоду између 26. августа и 14. септембра 1996. уз учешће 8 репрезентација. Утакмице су одржаване у 4 града Европе (Праг, Стокхолм, Хелсинки и Гармишпартенкирхен) и 5 градова Северне Америке (Њујорк, Отава, Монтреал, Филаделфија и Ванкувер).
Репрезентације су биле подељене у две континенталне групе са по 4 учесника. У групи Европа наступале су селекције Чешке, Финске, Немачке и Шведске, док су у групи Северна Америка поред Канаде и САД наступили још и Словачка и Русија. Победници обе групе обезбедили су директан пласман у полуфинале, док су другопласиране и трећеласиране екипе разигравала кроз четвртфинале. Све утакмице плеј-оф серије одигране су у Северној Америци. Финална серија играла се на две добијене утакмице.
За највећу сензацију турнира побринула се селекција Немачке која је у групној фази победила Чешку са 7:1 и елиминисала је из даљег такмичења. У дерби мечу северноамеричке групе САД су у Филаделфији победиле Канаду са 5:3 и освојиле прво место у групи. У полуфиналним утакмицама Канада је елиминисала Шведску а САД Русију. Победнички гол за победу Канаде од 3:2 над Шведском постигао је Теорен Флори у 19:47 минуту другог продужетка чиме је овај меч ушао у истоирју као један од најдужих хокејашких мечева.
У финалној серији САД су славиле против Канаде са 2:1, а највише заслуге за тријумф Американаца припадају голману Мајку Рихтеру који је на крају проглашен и за најкориснијег играча целог турнира.

## Градови домаћини
| Отава                       | Филаделфија                   | Гармиш                                  | Ванкувер                 | Стокхолм                 |
| Скошабенк плејс Кап: 19.150 | Велс Фарго центар Кап: 19.500 | Олимпијска дворана у Гармишу Кап: 6.900 | Роџерс арена Кап: 18.400 | Глобен арена Кап: 13.800 |
|                             |                               |                                         |                          |                          |

| Хелсинки                           | Њујорк                           | Монтреал               | Праг                    |
| Ледена дворана Хелсинки Кап: 8.200 | Медисон сквер гарден Кап: 18.200 | Бел центар Кап: 21.273 | Тесла арена Кап: 14.000 |
|                                    |                                  |                        |                         |

## Групна фаза
Укупно 8 репрезентација је било подељено у две групе са по 4 екипе. Након одиграна три кола, првопласиране селекције су обезбедиле директан пласман у полуфинале такмичења, док су следеће две пласиране на табели пласман у полуфинале тражиле преко четврфинала. Две последњепласиране екипе су завршиле такмичење у групној фази.

### Група Европа
| Репрезентација | Ут. | П | Н | И | Г+ | Г- | ГР  | Бод |
| -------------- | --- | - | - | - | -- | -- | --- | --- |
| Шведска        | 3   | 3 | 0 | 0 | 14 | 3  | +11 | 6   |
| Финска         | 3   | 2 | 0 | 1 | 17 | 11 | +6  | 4   |
| Немачка        | 3   | 1 | 0 | 2 | 11 | 15 | -4  | 2   |
| Чешка          | 3   | 0 | 0 | 3 | 4  | 17 | -13 | 0   |

| Датум        | Место    | Екипа1  | Екипа2  | Резултат | По трећинама  |
| ------------ | -------- | ------- | ------- | -------- | ------------- |
| 26. август   | Стокхолм | Шведска | Немачка | 6:1      | (0:0 2:0 4:1) |
| 27. август   | Хелсинки | Финска  | Чешка   | 7:3      | (4:1 1:1 2:1) |
| 28. август   | Хелсинки | Финска  | Немачка | 8:3      | (3:0 3:2 2:1) |
| 29. август   | Праг     | Чешка   | Шведска | 0:3      | (0:1 0:2 0:0) |
| 31. август   | Гармиш   | Немачка | Чешка   | 7:1      | (4:0 1:0 2:1) |
| 1. септембар | Стокхолм | Шведска | Финска  | 5:2      | (0:1 2:1 3:0) |

### Група Северна Америка
| Репрезентација | Ут | П | Н | И | Г+ | Г- | ГР  | Бод |
| -------------- | -- | - | - | - | -- | -- | --- | --- |
| САД            | 3  | 3 | 0 | 0 | 19 | 8  | +11 | 6   |
| Канада         | 3  | 2 | 0 | 1 | 11 | 10 | +1  | 4   |
| Русија         | 3  | 1 | 0 | 2 | 12 | 14 | -2  | 2   |
| Словачка       | 3  | 0 | 0 | 3 | 9  | 19 | -10 | 0   |

| Датум        | Место       | Екипа1           | Екипа2   | Резултат | По трећинама  |
| ------------ | ----------- | ---------------- | -------- | -------- | ------------- |
| 29. август   | Ванкувер    | Канада           | Русија   | 5:3      | (3:1 0:2 2:0) |
| 31. август   | Монтреал    | Русија           | Словачка | 7:4      | (3:2 2:1 2:1) |
| 31. август   | Филаделфија | Сједињене Државе | Канада   | 5:3      | (1:2 2:0 2:1) |
| 1. септембар | Отава       | Канада           | Словачка | 3:2      | (0:0 1:2 2:0) |
| 2. септембар | Њујорк      | Сједињене Државе | Русија   | 5:2      | (2:0 3:1 0:1) |
| 3. септембар | Њујорк      | Сједињене Државе | Словачка | 9:3      | (3:1 3:1 3:1) |

## Плеј-оф серија
Пласман у доигравање обезбедило је 6 најбољепласираних екипа. Све утакмице су одигране на територији САД и Канаде. Финале је играно на две добијене утакмице.

### Четвртфинале
| Датум        | Место    | Екипа1 | Екипа2  | Резултат |
| ------------ | -------- | ------ | ------- | -------- |
| 5. септембар | Монтреал | Канада | Немачка | 4:1      |
| 6. септембар | Отава    | Русија | Финска  | 5:0      |

### Полуфинале
| Датум        | Место       | Екипа1           | Екипа2  | Резултат  |
| ------------ | ----------- | ---------------- | ------- | --------- |
| 7. септембар | Филаделфија | Канада           | Шведска | 3:2 (ПРО) |
| 8. септембар | Отава       | Сједињене Државе | Русија  | 5:2       |

### Финале
| Датум         | Место       | Екипа1           | Екипа2           | Резултат  |
| ------------- | ----------- | ---------------- | ---------------- | --------- |
| 10. септембар | Филаделфија | Канада           | Сједињене Државе | 4:3 (ПРО) |
| 12. септембар | Монтреал    | Сједињене Државе | Канада           | 5:2       |
| 14. септембар | Монтреал    | Канада           | Сједињене Државе | 2:5       |

## Коначан пласман
| #  | Репрезентација   | Ут. | Поб | Н | Пор | Г+ | Г- | ГР  | Бод |
| -- | ---------------- | --- | --- | - | --- | -- | -- | --- | --- |
| 1. | Сједињене Државе | 7   | 6   | 0 | 1   | 37 | 18 | +19 | 12  |
| 2. | Канада           | 8   | 5   | 0 | 0   | 26 | 26 | 0   | 10  |
| 3. | Шведска          | 4   | 3   | 0 | 1   | 16 | 6  | +10 | 6   |
| 4. | Русија           | 5   | 2   | 0 | 3   | 19 | 19 | 0   | 4   |
| 5. | Финска           | 4   | 2   | 0 | 2   | 17 | 16 | +1  | 4   |
| 6. | Немачка          | 4   | 1   | 0 | 3   | 12 | 19 | -7  | 2   |
| 7. | Словачка         | 3   | 0   | 0 | 3   | 9  | 19 | -10 | 0   |
| 8. | Чешка            | 3   | 0   | 0 | 3   | 4  | 17 | -13 | 0   |

## Статистика играча
- Најбољи стрелци

| #   | Играч          | Ут. | Г | A | Бод | ИСК |
| --- | -------------- | --- | - | - | --- | --- |
| 1.  | Брет Хал       | 7   | 7 | 4 | 11  | 4   |
| 2.  | Џон Леклер     | 7   | 6 | 4 | 10  | 6   |
| 3.  | Матс Сундин    | 4   | 4 | 3 | 7   | 4   |
| 4.  | Даг Вејт       | 7   | 3 | 4 | 7   | 12  |
| 5.  | Вејн Грецки    | 8   | 3 | 4 | 7   | 2   |
| 6.  | Брајан Лич     | 7   | 0 | 7 | 7   | 4   |
| 7.  | Пол Кофи       | 7   | 0 | 7 | 7   | 12  |
| 8.  | Кит Ткачук     | 7   | 5 | 1 | 6   | 44  |
| 9.  | Теорен Флори   | 8   | 4 | 2 | 6   | 8   |
| 10. | Сергеј Федоров | 5   | 3 | 3 | 6   | 2   |

### Идеална постава такмичења
- Најбољи голман:  Мајк Рихтер
- Идеална одбрана:  Крис Челиос;  Кале Јохансон
- Идеалан напад:  Брет Хал;  Џон Леклер;  Матс Сундин

- Најкориснији играч турнира:  Мајк Рихтер